# Marathon Cup 2; Vechtsebanen Marathon 2023
De Marathon Cup 2, ook wel de Vechtsebanen Marathon 2023, was de tweede schaatswedstrijd van het marathonseizoen 2023/2024 die op zaterdag 28 oktober 2023 plaatsvond op de ijsbaan Vechtsebanen in Utrecht. 
Er was geen wedstrijd voor de beloften vrouwen. 
De KNSB had voorafgaande aan de Marathon Cup tijdens het wereldbekerkwalificatietoernooi de massastart als laatste onderdeel gepland. Een flink aantal starters in Utrecht hadden daar in Thialf strijd geleverd en mochten na een snelle autoreis naar de Vechtsebanen opnieuw aan de slag. 
De wedstrijd van de top-divisie mannen had Daan Gelling  op zijn naam geschreven. Gelling was na 125 ronden het snelst van een eerste groep die in de slotfase nog uit een groep met een ronde voorsprong was ontsnapt. Ronald Kruijer en Casper de Gier (Reggeborgh) maakte het podium compleet. Harm Visser behoudt het oranje leiderspak al had de jury er enige tijd voor nodig om dit juist te berekenen. Irene Schouten had de wedstrijd bij de top-divisie vrouwen gewonnen en zo het oranje leiderspak overgenomen van ploeggenote Marijke Groenewoud die de slag mistte. Schouten ging in de eerste helft van de wedstrijd rond met zes andere vrouwen. Later sloegen nog drie vrouwen erin rond te gaan maar in de sprint van de kopgroep was Schouten oppermachtig. Elsemieke van Maaren eindigde als tweede, de derde plaats was voor Eline Jansen die haar eerste podiumplaats behaalde. 
De tweede cupwedstrijd bij de beloftenmannen werd gewonnen door Jorian ten Cate. Ten Cate won na 100 ronden de pelotonssprint nadat late solo-aanvallen van eerst Bram Kras en later Ten Cates ploeggenoot Kevin van der Horst nog waren teruggepakt. Klassementsleider Wisse Slendebroek finishte achter zijn ploeggenoot als tweede en behield het oranje leiderspak. Sipke Sijtsema was goed voor de derde plaats.

## Tijdschema
| Datum               | Tijd (CET) | Onderdeel           |
| ------------------- | ---------- | ------------------- |
| Zaterdag 21 oktober | 17:30      | Beloften mannen     |
| Zaterdag 21 oktober | 19:00      | Top-divisie vrouwen |
| Zaterdag 21 oktober | 20:15      | Top-divisie mannen  |

## Podia
| Klasse             | Eerste          | Tweede               | Derde          |
| ------------------ | --------------- | -------------------- | -------------- |
| Topdivisie mannen  | Daan Gelling    | Ronald Kruijer       | Casper de Gier |
| Topdivisie vrouwen | Irene Schouten  | Elsemieke van Maaren | Eline Jansen   |
| Beloften mannen    | Jorian ten Cate | Wisse Slendebroek    | Sipke Sijtsema |

## Uitslag Top-divisie mannen[2]
| #      | Rijder             | Nationaliteit | Ploeg                           | Ronde | Punten |
| ------ | ------------------ | ------------- | ------------------------------- | ----- | ------ |
| Goud   | Daan Gelling       | Nederland     | Royal A-ware                    | 126   | 30,1   |
| Zilver | Ronald Kruijer     | Nederland     | Bouwselect-De Haan Westerhoff   | 126   | 26     |
| Brons  | Casper de Gier     | Nederland     | Team Reggeborgh                 | 126   | 23     |
| 4      | Kevin Hoekstra     | Nederland     | Bouwselect-De Haan Westerhoff   | 126   | 22     |
| 5      | Robbert Post       | Nederland     | Jumbo-Visma                     | 126   | 21     |
| 6      | Roel Boek          | Nederland     | Port of Amsterdam / SKITS       | 126   | 20     |
| 7      | Crispijn Ariëns    | Nederland     | Team Reggeborgh                 | 126   | 19     |
| 8      | Homme Jan de Groot | Nederland     | Bouwselect / De Haan Westerhoff | 126   | 18     |
| 9      | Gert Wierda        | Nederland     | Royal A-ware                    | 126   | 17     |
| 10     | Harm Visser        | Nederland     | Jumbo-Visma                     | 126   | 16     |
| 11     | Evert Hoolwerf     | Nederland     | Team Reggeborgh                 | 126   | 15     |
| 12     | Luc ter Haar       | Nederland     | Bouwselect / De Haan Westerhoff | 126   | 14     |
| 13     | Sjoerd den Hertog  | Nederland     | Royal A-ware                    | 126   | 13     |
| 14     | Jeroen Janissen    | Nederland     | OKAY/Interfarms                 | 126   | 12     |
| 15     | Niels Overvoorde   | Nederland     | Sportchaletviehhofen.at         | 126   | 11     |
| 16     | Lars Woelders      | Nederland     | OKAY/Interfarms                 | 126   | 10     |
| 17     | Wabe de Rooij      | Nederland     | VGR Sport / Mechan Groep        | 125   | 4      |
| 18     | Klaas Poortinga    | Nederland     | Sprog                           | 125   | 3      |
| 19     | Bart Mol           | Nederland     | A6.nl / KMC                     | 126   | 7      |
| 20     | Bart Vreugdenhil   | Nederland     | Talentploeg                     | 125   | 1      |

125 ronden
1:05:44 uur (gem. 32,6 sec) 44,2 km/h

## Uitslag Top-divisie vrouwen[3]
| #      | Rijder                 | Nationaliteit | Ploeg                               | Ronde | Punten |
| ------ | ---------------------- | ------------- | ----------------------------------- | ----- | ------ |
| Goud   | Irene Schouten         | Nederland     | Team Albert Heijn Zaanlander        | 81    | 30,1   |
| Zilver | Elsemieke van Maaren   | Nederland     | OKAY/Interfarms                     | 81    | 26     |
| Brons  | Eline Jansen           | Nederland     | Van Ramshorst Renault               | 81    | 23     |
| 4      | Tjilde Bennis          | Nederland     | Turner                              | 81    | 22     |
| 5      | Emma Engbers           | Nederland     | VGR Sport / Vreugdenhil Dairy Foods | 81    | 21     |
| 6      | Femke Mossinkoff       | Nederland     | Van Ramshorst Renault               | 81    | 20     |
| 7      | Loesanne van der Geest | Nederland     | PGM Bakker                          | 81    | 19     |
| 8      | Nienke Smit            | Nederland     | Haak powered by OCRE                | 81    | 18     |
| 9      | Beau Wagemaker         | Nederland     | PGM Bakker                          | 81    | 17     |
| 10     | Ineke Dedden           | Nederland     | BDM-BTZ                             | 81    | 16     |
| 11     | Judith Krabbenborg     | Nederland     | Haak powered by OCRE                | 80    | 10     |
| 12     | Marijke Groenewoud     | Nederland     | Team Albert Heijn Zaanlander        | 80    | 9      |
| 13     | Patricia Koot          | Nederland     | KNSB Inline Selectie                | 80    | 8      |
| 14     | Sanne Oosterwijk       | Nederland     | KNSB Inline Selectie                | 80    | 7      |
| 15     | Esther Kiel            | Nederland     | BDM-BTZ                             | 80    | 6      |
| 16     | Maaike Verweij         | Nederland     | Team Albert Heijn Zaanlander        | 80    | 5      |
| 17     | Kim Talsma             | Nederland     | Bouwbedrijf de Vries                | 80    | 4      |
| 18     | Tessa Snoek            | Nederland     | VGR Sport / Vreugdenhil Dairy Foods | 80    | 3      |
| 19     | Iris van der Stelt     | Nederland     | PEER racefietsen Wijk en Aalburg    | 80    | 2      |
| 20     | Fran Vanhoutte         | België        | A6.nl / KMC                         | 80    | 1      |

80 ronden
0:46:55 uur (gem. 35,2 sec) 40,9 km/h

## Uitslag beloften mannen[4]
| #      | Rijder               | Nationaliteit | Ploeg                                  | Ronde | Punten |
| ------ | -------------------- | ------------- | -------------------------------------- | ----- | ------ |
| Goud   | Jorian ten Cate      | Nederland     | OKAY/Interfarms                        | 100   | 25,1   |
| Zilver | Wisse Slendebroek    | Nederland     | OKAY/Interfarms                        | 100   | 21     |
| Brons  | Sipke Sijtsema       | Nederland     | Douma Staal                            | 100   | 18     |
| 4      | Arn Botman           | Nederland     | Wokke Vastgoed                         | 100   | 17     |
| 5      | Daan Berkhout        | Nederland     | Team Reggeborgh                        | 100   | 16     |
| 6      | Chris Berkhout       | Nederland     | Van Ramshorst Renault                  | 100   | 15     |
| 7      | Ruud van Egmond      | Nederland     | Wokke Vastgoed                         | 100   | 14     |
| 8      | Jochem Posthumus     | Nederland     | Speelman / Kuil                        | 100   | 12     |
| 9      | Hylke de Boer        | Nederland     | Bouwselect / De Haan Westerhoff        | 100   | 12     |
| 10     | Jasper Tinga         | Nederland     | Douma Staal                            | 100   | 11     |
| 11     | Twan Berlijn         | Nederland     | Traumeel Gel                           | 100   | 10     |
| 12     | Gert-Jan van Diepen  | Nederland     |                                        | 100   | 9      |
| 13     | Mart Nijhoff         | Nederland     | Traumeel Gel                           | 100   | 8      |
| 14     | Sjoerd Kleinhuis     | Nederland     | Douma Staal                            | 100   | 7      |
| 15     | Berend Bervoets      | Nederland     | Wokke Vastgoed                         | 100   | 6      |
| 16     | Tom Mulder           | België        |                                        | 100   | 5      |
| 17     | Bavo Coremans        | Nederland     | Stehmann Sport                         | 100   | 4      |
| 18     | Mitchel Zijp         | Nederland     | Forte Sportswear                       | 100   | 3      |
| 19     | Jasper van der Marel | Nederland     | Spieren voor Spieren / Douna Machinery | 100   | 2      |
| 20     | Quinten Meerveld     | Nederland     | Stouwdam.nl                            | 100   | 1      |

80 ronden
0:46:55 uur (gem. 35,2 sec) 40,9 km/h

### Snelste wedstrijdgemiddelde
| Klasse              | Snelste gemiddelde        | Tijd     | Ronden | Schaatsster       | Nationaliteit | Ploeg                        |
| ------------------- | ------------------------- | -------- | ------ | ----------------- | ------------- | ---------------------------- |
| Top-divisie mannen  | 44,2 km/h (gem. 32,6 sec) | 01:05:44 | 125    | Wisse Slendebroek | Nederland     | OKAY/Interfarms              |
| Top-divisie vrouwen | 40,9 km/h (gem. 35,2 sec) | 00:46:55 | 80     | Irene Schouten    | Nederland     | Team Albert Heijn Zaanlander |
| Beloften Mannen     | 40,9 km/h (gem. 35,2sec)  | 00:46:55 | 100    | Jorian ten Cate   | Nederland     | OKAY/Interfarms              |

Marathon Cup 1 · 
Marathon Cup 2 · 
Marathon Cup 3 ·
Marathon Cup 4 · 
Marathon Cup 5 · 
Marathon Cup 6 · 
Marathon Cup 7 · 
Marathon Cup 8 · 
Staatsloterij Schaatsmarathon · 
Marathon Cup 9 · 
NK kunstijs · 
Marathon Cup 10 · 
Eerste schaatsmarathon op natuurijs · 
Tweede schaatsmarathon op natuurijs · 
Marathon Cup 11 · 
Marathon Cup 12 · 
Grand Prix 1 · 
Open NK natuurijs · 
Grand Prix 2 · 
Grand Prix 3 ·
Marathon Cup 13 ·
Marathon Cup 14 · 
Grand Prix 4 · 
Grand Prix 5 · 
Grand Prix 6 ·  
Marathon Cup 15
Klassementen: KNSB Cup ·
Jongeren · 
Ploegen ·
Grand Prix ·
Club-assistent Brabantcup ·
Natuurijs vierdaagse
Lijst van schaatsmarathonrijders 2023/2024